# Sigfrid Öberg

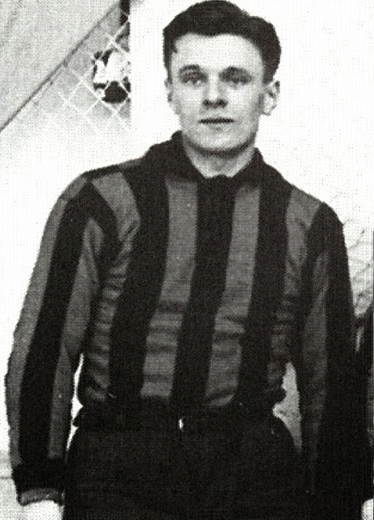
Sigfrid Öberg

Sigfrid Emil Öberg (* 22. Februar 1907 in Stockholm; † 2. April 1949 ebenda) war ein schwedischer Eishockeyspieler.

## Karriere
Auf Vereinsebene spielte Sigfrid Öberg ausschließlich in seiner Heimatstadt für Hammarby IF. Von 1925 bis 1937 trat er mit seiner Mannschaft in der schwedischen Meisterschaft an. In den Jahren 1932, 1933, 1936 und 1937 gewann er mit Hammarby IF jeweils den nationalen Meistertitel.

### International
Für Schweden nahm Öberg an den Olympischen Winterspielen 1928 in St. Moritz teil, bei denen er mit seiner Mannschaft die Silbermedaille gewann. Als bestes europäisches Team bei den Olympischen Winterspielen gewann er mit seiner Mannschaft den Europameistertitel. Bei der Europameisterschaft 1932 gewann er mit seiner Mannschaft die Goldmedaille. Zudem vertrat er sein Land bei der Weltmeisterschaft 1931.

## Erfolge und Auszeichnungen
- 1932 Schwedischer Meister mit Hammarby IF
- 1933 Schwedischer Meister mit Hammarby IF
- 1936 Schwedischer Meister mit Hammarby IF
- 1937 Schwedischer Meister mit Hammarby IF

### International
- 1928 Silbermedaille und Europameister bei den Olympischen Winterspielen
- 1932 Goldmedaille bei der Europameisterschaft